# 機械文明
機械文明（きかいぶんめい）とは人類の文明の形態の一つ。これは産業革命以降の、機械による大量生産が行われるようになったことから発生した、近代資本主義の文明である。これは従来ならば人間が道具を使用することによっての生産手段が機械に置き換えられたという文明であり、これの結果、社会においての生産力は増大した。だがこれの反面、人間というのは機械を使う存在であったのが、逆に機械に使われる存在になったり、社会そのものが機械化され複雑化されるという問題も生まれた。チャールズ・チャップリンのモダン・タイムスは、機械文明においての労働者を風刺しているという内容であり、当時の機械化した労働者や、機械文明そのものに対する皮肉という内容になっている。